# BMW R nineT Urban G/S
Die BMW R nineT Urban G/S ist ein Motorrad der Bayerischen Motoren Werke. Der bis auf die Lampenmaske unverkleidete, höhergelegte Roadster „mit bewussten Offroad-Anmutungen“ wurde am 10. November 2016 auf der Motorradmesse EICMA in Mailand vorgestellt. Das Motorrad basiert maßgeblich auf der R nineT Scrambler und wird wie alle Modelle der R-Baureihe mit Boxermotor im BMW-Werk Berlin in Spandau endmontiert. Verkaufsstart war Anfang 2017. BMW vermarktet das Motorrad innerhalb seiner Heritage-Produktreihe und bezeichnet es als „Hommage an die Anfänge der G/S“. Nach Pure (K22), Scrambler (K23) und Racer (K32) ist die Urban G/S (K33) die vierte von der 2013 vorgestellten R nineT (K21) abgeleitete Variante.

## Konzeptstudie
Am 9. Juni 2016 präsentierte BMW die Designstudie Concept Lac Rose auf dem Motorradfestival „Wheels & Waves“ im französischen Seebad Biarritz. Das Concept Lac Rose war die Konzeptstudie eines geländegängigen Motorrads mit Boxermotor. Die Reiseenduro basierte technisch auf dem Roadster R nineT und ist eine Hommage an die erste Reiseenduro R 80 G/S (1980–1987) und das von ihr abgeleitete Rallyewerksmotorrad HPN GS1000 Paris-Dakar, das von 1983 bis 1985 dreimal in Folge die Wüstenrallye Paris-Dakar gewann.

### Konzept

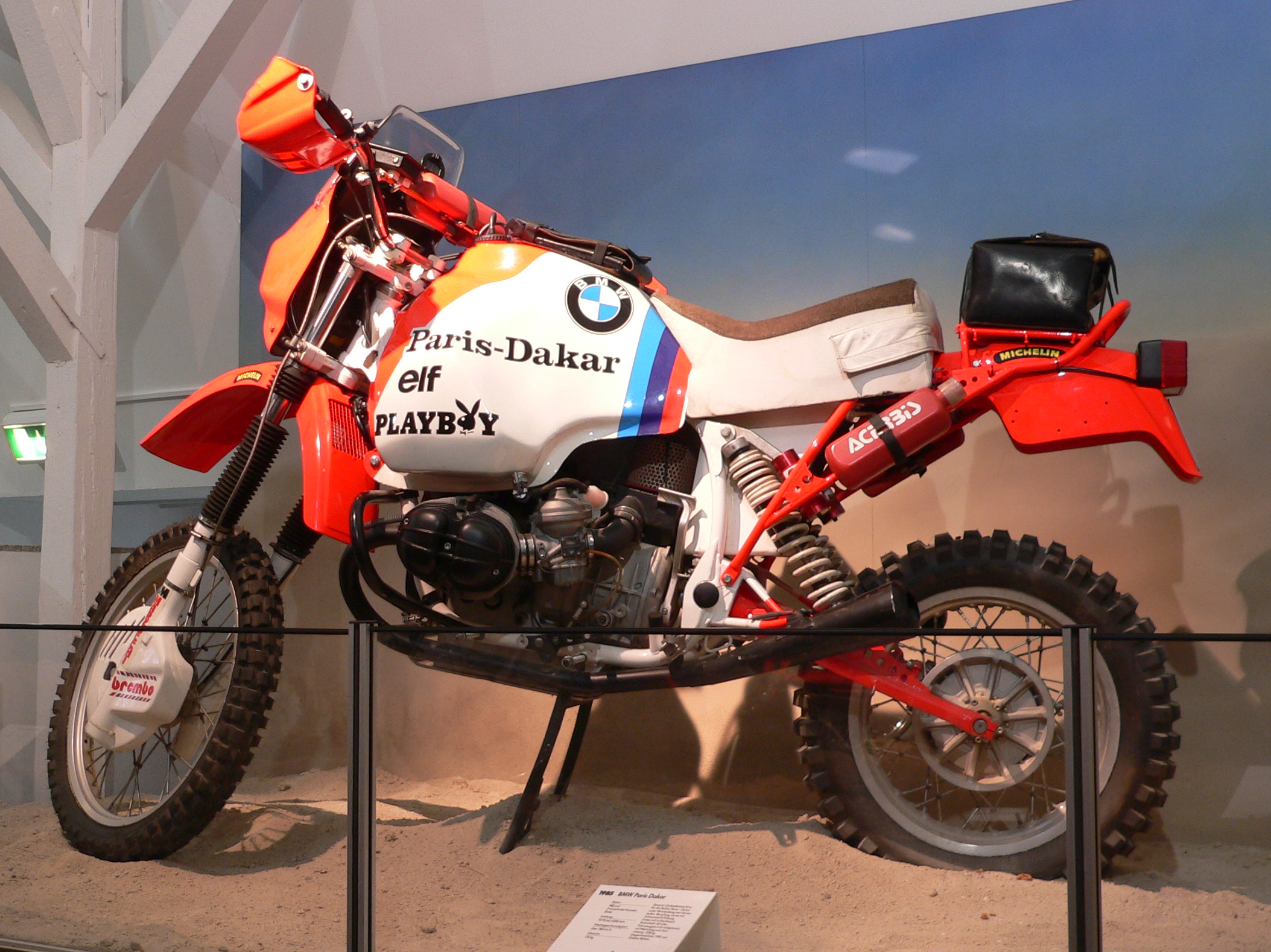
BMW GS, auf der Gaston Rahier 1985 die Rallye Paris-Dakar gewann (im Zweirad-Museum Neckarsulm)

Nach Aussage von Edgar Heinrich, dem Design-Chef von BMW Motorrad, ist das Concept Lac Rose eine „bewusst lockere und eigenständige Interpretation des Siegerbikes der Rallye Paris-Dakar von 1985.“ Heinrich kategorisiert das Motorrad als „Roadster mit einigen typischen Off-Road-–Qualitäten“. Der Name der Studie bezieht sich auf den rosafarbenen Salzsee Retba (französisch Lac Rose [lak ʀoz]), den ehemaligen Zielort der Rallye Paris-Dakar, 35 km nördlich der Hauptstadt Dakar nahe der Atlantikküste.

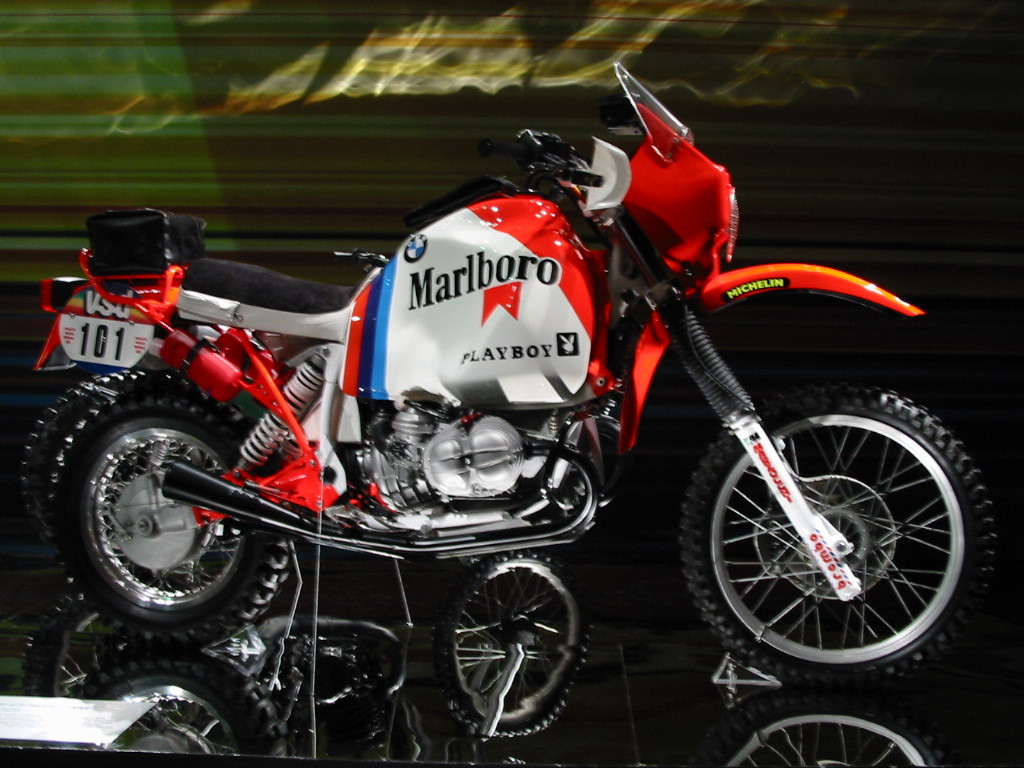
BMW R80GS, The Art of the Motorcycle, Las Vegas

Das Concept Lac Rose hat wie die R 80 G/S Paris-Dakar den markentypischen Zweizylinder-Boxermotor, Einarmschwinge und Kardanantrieb, einen Rohrrahmen, ein Steinschlagschutzgitter vor dem Ölkühler und einen Unterfahrschutz, eine lenkerfeste Scheinwerfermaske mit rundem Scheinwerfer, einen großvolumigen Kraftstofftank, enduro-typisch hohe Kotflügel und Handprotektoren. Eine bessere Geländegängigkeit wird durch längere Federwege und Speichenräder mit Stollenreifen erreicht. Das Konzeptfahrzeug wurde in den orange-weißen Farben des Werksmotorrads von 1985 lackiert und auf dem Kraftstofftank um die blau-roten Streifen der M GmbH ergänzt. Auch die kurze Sitzbank und der kleine Gepäckträger für eine Werkzeugtasche sind diesem Modell entlehnt. Die Oberfläche der Zylinderköpfe wurde überarbeitet und mit waagerechten Finnen verstärkt.

## Konstruktion
Die Urban G/S unterscheidet sich von der Scrambler hinsichtlich der Farbwahl und Lackierung, Lampenmaske, hoch montiertem vorderen Schmutzfänger und des tiefer liegenden Endschalldämpfers sowie der Bereifung. Die Urban G/S hat genauso wie ihre Schwestermodelle der nineT-Baureihe den 2004 eingeführten Vierventil-Boxermotor der zweiten Generation in seiner letzten Evolutionsstufe, die seit 2018 die Grenzwerte der Schadstoffklasse Euro-4 einhält.

### Antrieb
Der luft- und ölgekühlte Zweizylindermotor erzeugt eine Nennleistung von 81 kW (110 PS). Er hat einen Hubraum von 1170 cm³; Bohrung 101 mm, Hub 73 mm, Verdichtung von 12,0 : 1. Die Ventile des Viertaktmotors werden über drehzahlfeste Schlepphebel von zwei kettengetriebenen, obenliegenden Nockenwellen gesteuert. Der Hubzapfenversatz der zwei gegenläufigen Kolben beträgt 180°. Eine Ausgleichswelle kompensiert Motorvibrationen. Das Motorrad beschleunigt in 3,6 Sekunden von 0 auf 100 km/h und erreicht eine Höchstgeschwindigkeit von 220 km/h.

### Fahrwerk
Der schwarze, dreiteilige Stahl-Gitterrohrrahmen besteht aus Vorder- und zweiteiligem Heckrahmen mit mittragender Motor-Getriebe-Einheit. Die Grundkonstruktion des Rahmens basiert dabei auf einem Rahmenvorderteil mit integriertem Steuerkopf sowie einem Rahmenhinterteil mit Schwingenaufnahme. Bei dem modularen Rahmenkonzept können die Soziusfußrastenanlage und das achtfach verschraubte Rahmenendstück demontiert und ersetzt werden. Der Radstand beträgt 1527 mm, der Nachlauf 110,6 mm und der Lenkkopfwinkel 61,5 Grad. Das Hinterrad wird von einer Einarmschwinge aus Aluminiumguss mit zentralem Federbein, dem Paralever, geführt. Die Fahrwerkseinstellung kann über Federvorspannung und Zugstufendämpfung an der Hinterradschwinge verändert werden.
Das klauengeschaltete Getriebe hat sechs Gänge mit kürzerer Endübersetzung und stammt vom ehemaligen Sport-Boxer R 1200 S. Die Verzögerung wird von einem serienmäßigen Antiblockiersystem unterstützt. Das Motorrad hat serienmäßig vorne und hinten Gussspeichenräder mit schwarz eloxierten Flachschulterfelgen aus Leichtmetall, vorn mit 19 Zoll und hinten 17 Zoll Durchmesser. Die Bereifung ist vorne 120/70ZR19 und hinten 170/60ZR17.
Die weiße Lackierung des Kraftstofftanks in Kombination mit dem Tankdekor in zwei Blautönen und die hellrote Sitzbank orientieren sich an den Motorsportfarben von BMW. Im Cockpit befindet sich mittig angeordnet ein analoger Tachometer mit einer kleinen monochromen Flüssigkristallanzeige, die über Uhrzeit, Motoröltemperatur und Kilometerstand informiert. Der Kraftstofftank fasst 17 Liter.

## Verkaufsbezeichnung
Der Buchstabe R in der vierteiligen Verkaufsbezeichnung kennzeichnet bei BMW alle Motorräder mit Zweizylinder-Boxermotor. Das Kunstwort zur englischsprachige Zahl „nineT“ (statt orthografisch richtig „ninety“) wurde 2013 zum 90-jährigen Bestehen von BMW Motorrad eingeführt. Urban ist das Kopfwort von Urbanität. Die Buchstabenkombination G/S steht seit 1980 für „Gelände/Straße“. Der interne Entwicklungscode lautet K33, die Fahrzeug-Identifizierungsnummer (FIN) 0J41.
Die sperrige Verkaufsbezeichnung wird zuweilen auch als R9T UGS abgekürzt.

## Rezensionen
Für Michael Edlinger von Autofilou ist die Urban G/S ein „sehr gelungenes Lifestyle-Bike im Heritage-Stil“, dass jedoch aufgrund der Bereifung und Sitzposition „kein Gerät für weite Touren und auch nicht fürs Gelände“ ist. Auch für Redakteur und Fahrzeugtester Walter Wille werden in der Frankfurter Allgemeinen Zeitung die großen „Erwartungen hinsichtlich der Vielseitigkeit“ nicht erfüllt, die Maschine sehe jedoch „fabelhaft aus und macht einen Heidenspaß. Beim Schaulaufen im Urbanen und beim Heißlaufen im Hinterland. BMW selbst spricht auch nur von ‚möglichen Einsätzen in leichtem Gelände‘, was ja im Grunde fast jedes Motorrad beherrscht. Der knappe Sattel ist eher ein Solositz.“

„Auf so ein Motorrad haben viele BMW-Fans gewartet: Eine GS ohne überflüssigen Schnickschnack im Look der Rallye-Legende. Wer braucht Wasserkühlung, wenn der bewährte luftgekühlte Boxer immer noch genügend Druck entwickelt, um es auf der Landstraße und sogar auf Schotter richtig brennen zu lassen? Zumal die Retro-GS auch noch leichter werden dürfte, als die wassergekühlte GS.“

„Liegt die Urban erst mal in Schräglage, läuft sie neutral. Ausgesprochen zäh beim Umlegen in schnellen Wechselkurven, bei kurzem Kurvenabstand fordert der nötige Impuls Kraft und bringt Unruhe ins Fahrwerk mit der weich abgestimmten, nicht einstellbaren Gabel. […] Die Urban ist nur eine optische Reminiszenz an die glorreiche G/S, weil nicht geländetauglich. Wen das nicht stört, darf Style und Unkompliziertheit genießen.“